# Phytol
Phytol ist ein Diterpen-Alkohol. Es existiert das cis- und das trans-Isomer des Phytols. 

## Vorkommen
Natürlich kommt Phytol in der Große Klette (Arctium lappa), Einjährigem Beifuß (Artemisia annua), Grünem Kardamom (Elettaria cardamomum), Blasentang (Fucus vesiculosus), Houttuynia cordata, Jasmin (Jasminum officinale), Flachs (Linum usitatissimum), Andorn (Marrubium vulgare), Pfefferminze (Mentha x piperita), Perilla (Perilla frutescens), Braunelle (Prunella vulgaris), Kudzu (Pueraria montana), Sägepalmen (Serenoa repens) und Studentenblumen (Tagetes lucida) vor.

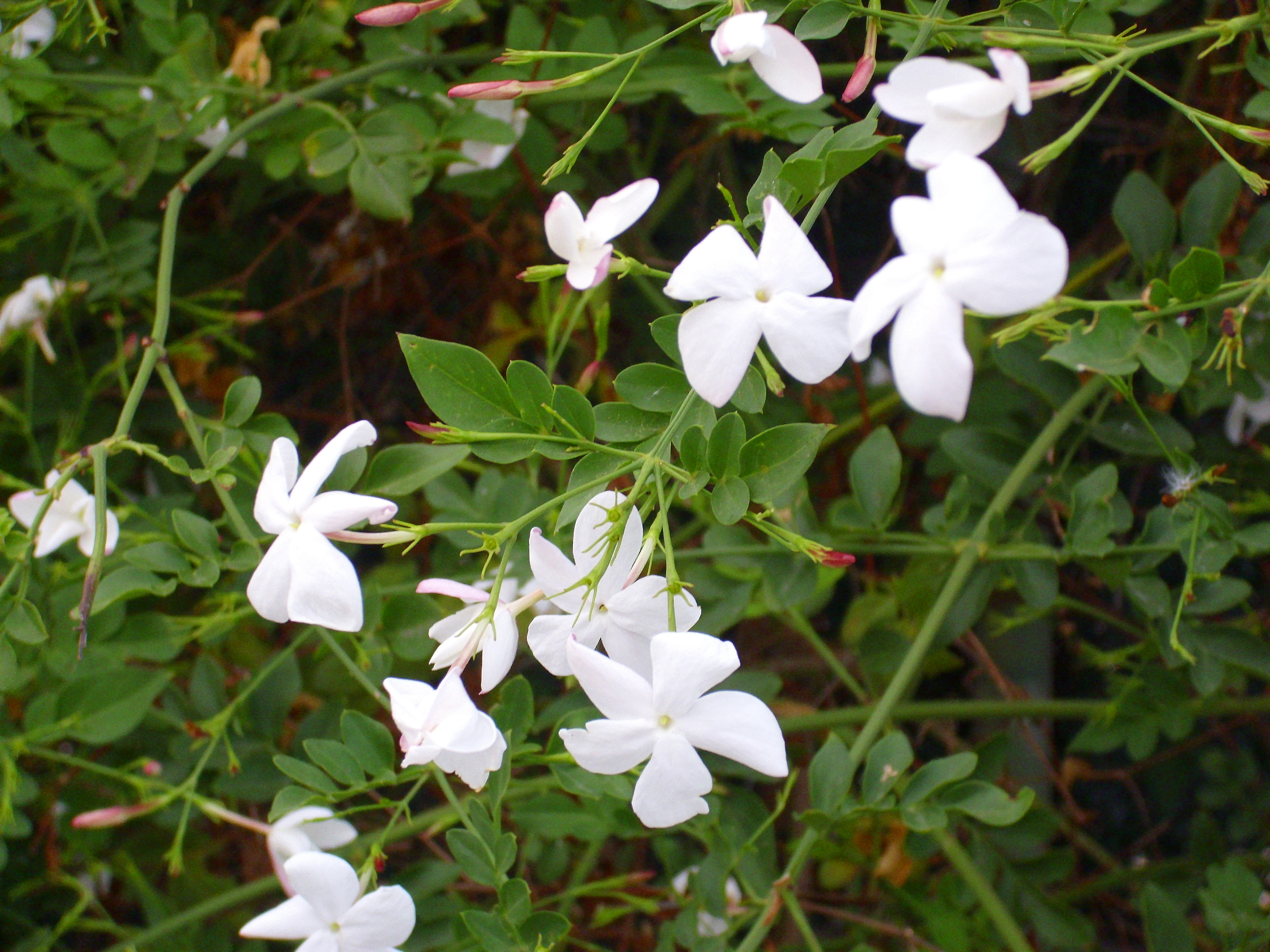
Jasmin
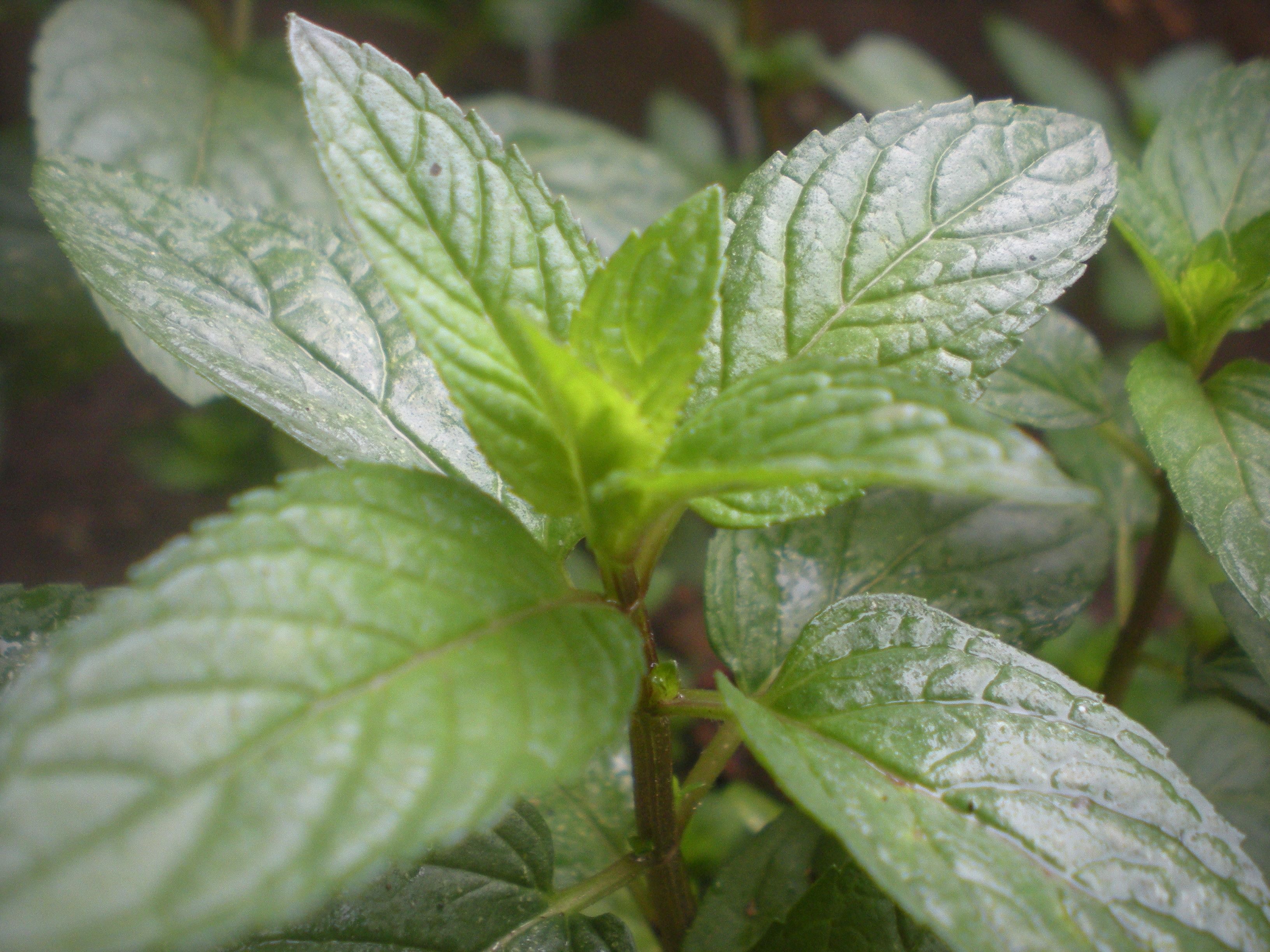
Pfefferminze
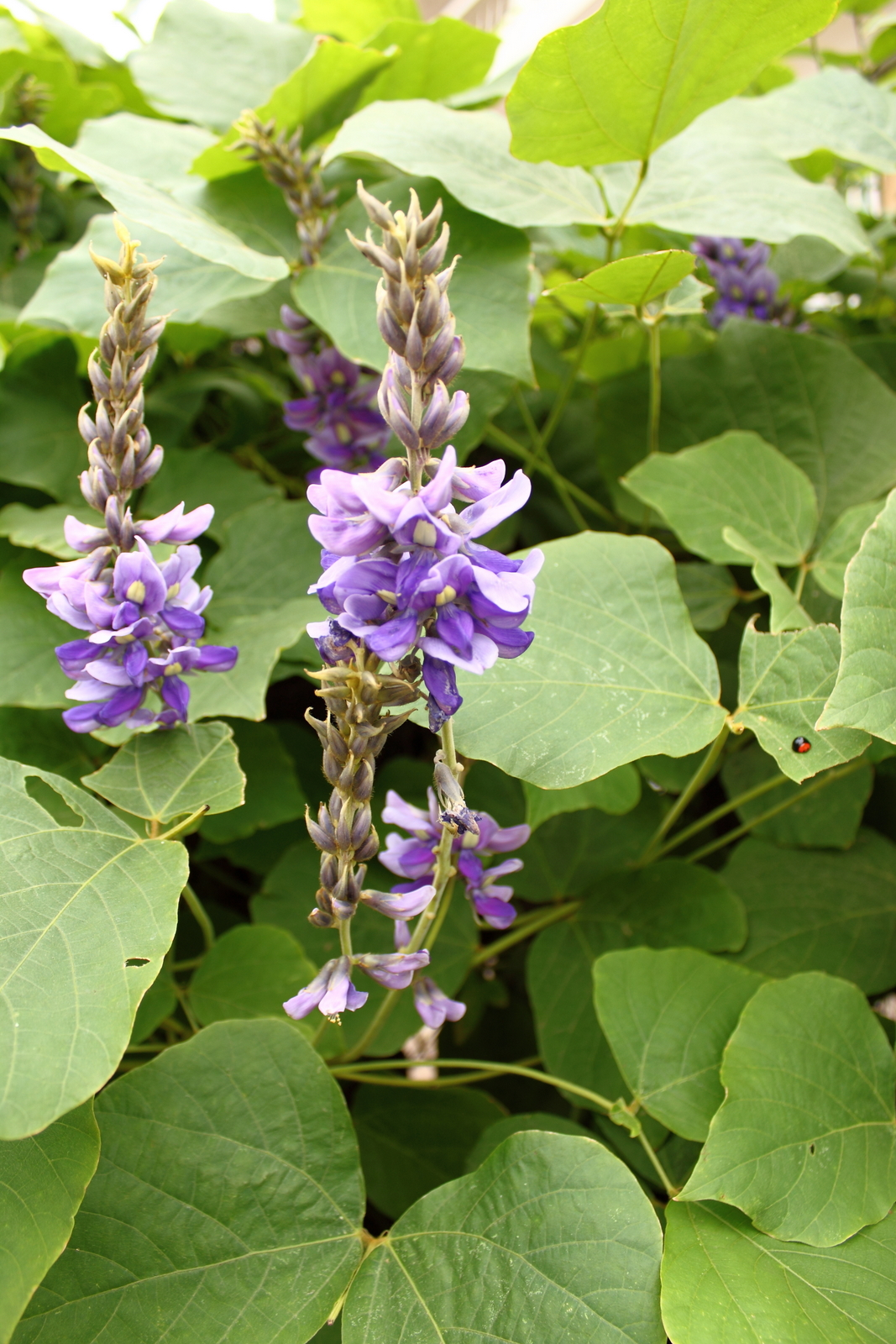
Kudzu
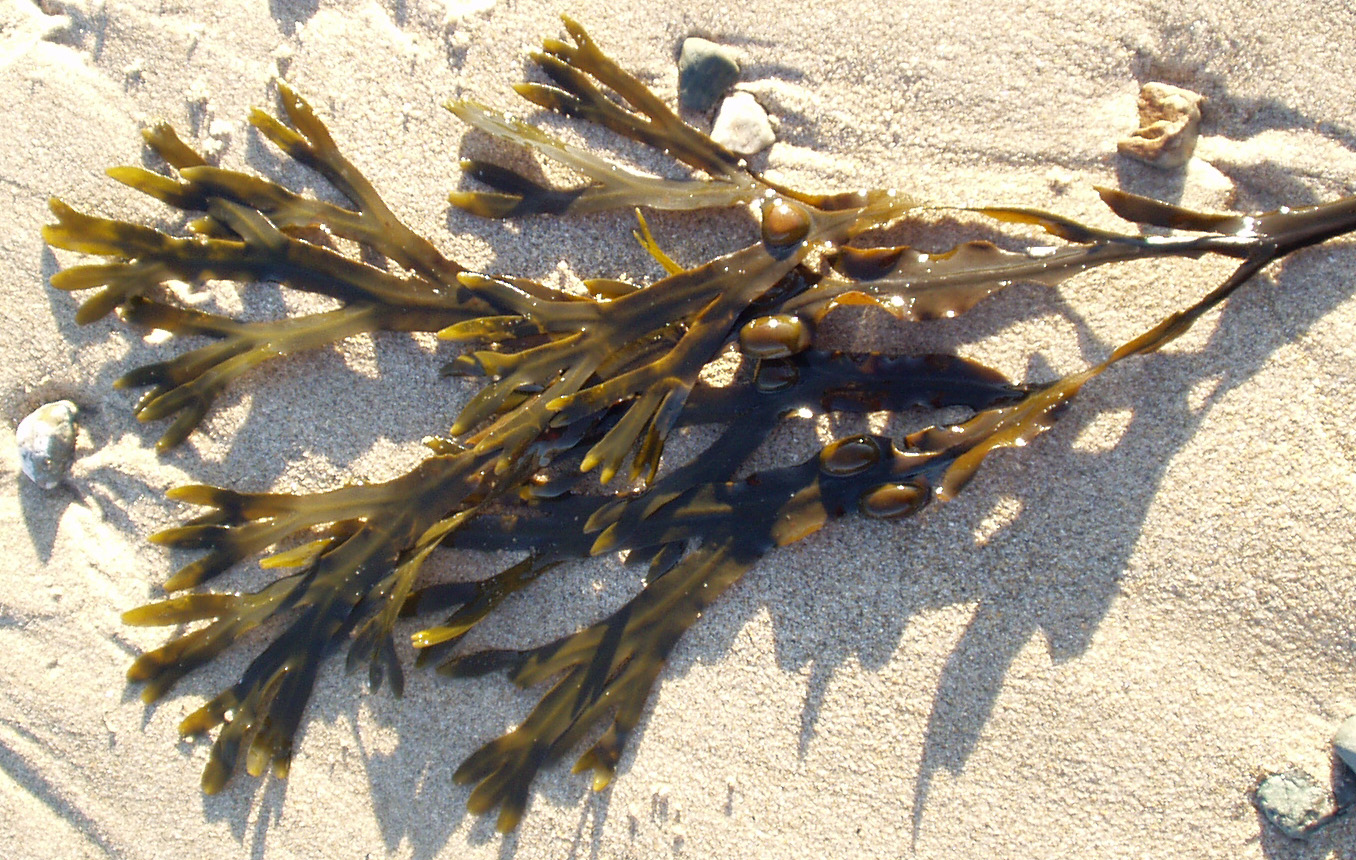
Blasentang

Als alkoholische Komponente kommt es verestert im Chlorophyll vor. 

## Geschichte
Phytol konnte erstmals 1909 von Richard Willstätter durch Hydrolyse von Chlorophyll isoliert werden. 1929 klärte Franz Gottwalt Fischer die Struktur des Phytols auf.

## Eigenschaften und Verwendung
Phytol besitzt einen leicht fruchtigen Geruch und wird auch als Duftstoff in Seifen, Kosmetik und Haushaltsprodukten verwendet. Bei Raumtemperatur liegt Phytol als durchsichtige bis leicht gelbliche Flüssigkeit vor. Es wird für die Synthese von Vitamin E und Vitamin K benötigt.
Während der Diagenese ist Phytol Ausgangsverbindung für die Bildung von Pristan und Phytan.

## Phytol und Multiple Sklerose
Die orale Gabe von Phytol im Futter von C57BL/6N EAE-Mäusen (5 g Phytol pro kg Futter) reduzierte die gezeigten klinischen Symptome signifikant. Die Wirkung von Phytol beruht dabei, zumindest teilweise, auf einer Interaktion mit dem Proteinkomplex NADPH Oxidase 2.